# Adam Mokrysz
Adam Mokrysz (ur. 25 lipca 1979 w Cieszynie) – polski ekonomista, przedsiębiorca, inwestor i filantrop.

## Wykształcenie
Jest synem Teresy i Kazimierza Mokryszów, założycieli Mokate – polskiego przedsiębiorstwa przemysłu spożywczego w 1990 roku. Absolwent Zarządzania i Marketingu na Akademii Ekonomicznej w Katowicach, gdzie uzyskał stopień doktora z zakresu nauk o zarządzaniu. Posiada dyplom University of London z zakresu handlu zagranicznego. Ukończył także studia podyplomowe IMD-AEDP – Accelerated Executive Development Program na Uniwersytecie w Lozannie.

## Kariera
Sukcesor i lider rodzinnego biznesu Mokate. Odpowiada za rozwój nowych kierunków biznesowych rodzinnego przedsiębiorstwa, tworzy jego strategię i tożsamość międzynarodową. Autor i twórca kluczowych osiągnięć firmy. Praktyczną wiedzę o firmie zdobywał, pracując na różnych szczeblach organizacji – od podstawowych funkcji, poprzez stanowisko managera ds. marketingu i kierowanie najważniejszymi markami kawowymi. Następnie został managerem ds. eksportu, i kolejno – dyrektorem zarządzającym działu exportu. 1 stycznia 2016 objął stanowisko Prezesa Grupy Mokate.

## Działalność społeczna
Wspiera organizacje i instytucje oświatowe i kulturalne. Zarządzane przez niego Mokate jest partnerem Polskiego Związku Szachowego. Uczestniczy w turniejach i imprezach szachowych. Powołał m.in. Akademię Szachową Mokate, a także wspomaga projekt „Edukacja przez szachy w szkole”. Aktywnie wspiera rozwój społeczności lokalnych oraz edukacji.

## Nagrody i wyróżnienia
1. 2011 - Tytuł „Wybitnego Eksportera Roku 2011” przyznany MOKATE przez ministra rolnictwa[12]
2. 2011 - Stowarzyszenie Eksporterów Polskich honoruje Mokate Sp. z o.o. w Żorach tytułem „Lidera Polskiego Eksportu 2011"[13]
3. 2013 - „Lider Polskiego Eksportu 2013”[14]
4. 2016 – TOP 10 Pracodawców Województwa Śląskiego - Silesia HR Trends[15]
5. 2016 – „Złoty Super Cezar Śląskiego Biznesu”[16]
6. 2017 – wyróżnienie w konkursie LIDER RYNKU SPOŻYWCZEGO 2017 za zajęcie czołowej pozycji na krajowym rynku herbat oraz napojów kawowych  i czekoladowych instant oraz za sukcesywną ekspansję zagraniczną i wprowadzanie produktów na kolejne kontynenty[17]
7. 2017 – „Menadżer Roku 2017”[18]
8. 2018 – Srebrny Krzyż Zasługi[19]
9. 2018 – „Solidny Pracodawca Śląska”[20]
10. 2018 – „Polska Marka 2018” Superbrands[21]
11. 2018 – „Fabryka Roku 2018” w kategorii „Branża spożywcza” przyznawany przez redakcję magazynu „Inżynieria i Utrzymanie Ruchu i Control Engineering Polska”[22]
12. 2018 – "Tytuł Promotora Polski" przyznany przez Fundację Polskiego Godła Promocyjnego „Teraz Polska”[23]
13. 2018 – „ENTREPRENEUR MAGNUS 2018 WYBITNY PRZEDSIĘBIORCA”[24]
14. 2018 – „EY Przedsiębiorca Roku”[25]
15. 2018 – „Nagroda Specjalna za ekspansję międzynarodową” w konkursie EY Przedsiębiorca Roku 2018[26]
16. 2019 – „Wybitny Przedsiębiorca” Polish African Business Achievements Awards 2019[27]
17. 2019 – „Pracodawca godny zaufania”[28]
18. 2019 – Kongres Firm Rodzinnych Forbes – „Rodzinny Ambasador Roku”[29]
19. 2019 – Symbol 2019 – „Symbol Polskiego Sukcesu 2019”[30]
20. 2019 – „Inwestor bez Granic 2019”[31]
21. 2020 - 28. Gala Laurów Umiejętności i Kompetencji – „Platynowy Laur Umiejętności i Kompetencji” Regionalnej Izby Gospodarczej w Katowicach - Adam Mokrysz – Prezes Grupy Mokate i Mokate S.A. Kategoria: OBECNOŚĆ NA RYNKU GLOBALNYM[32]
22. 2022 – “BrandMe CEO 2023”[33]
23. 2023 – „Nagroda Gospodarcza dla Małych i Średnich Przedsiębiorstw 2023”[34]